# 진안대군
진안대군(鎭安大君, 1354년 ~ 1394년 1월 23일(1393년 음력 12월 13일))은 고려 말기의 문신이자 조선 태조의 적장자이다. 이름은 방우(芳雨), 사호(祠號)는 청덕(淸德), 시호(諡號)는 경효(敬孝)·정의(靖懿)이다.

## 생애
조선 태조와 신의왕후(神懿王后) 안변 한씨(安邊韓氏) 사이의 장남으로 함경도 화령군 영흥면 흑석리에서 태어났다.
고려 말에 과거(문과)에 급제하여 예의판서(禮儀判書)와 밀직부사(密直副使)를 지냈다. 부인은 삼한국대부인(三韓國大夫人) 충주 지씨(忠州池氏)이다.
고려 우왕 14년(1388년)에 아버지 이성계가 위화도 회군으로 정권을 장악하자 처자를 데리고 교주 강릉도 철원 보개산에 들어가 은거하였다. 조선 건국 후에도 국가 일에는 일체 간여하지 않고 서해도 해주로 옮겨 가서 서너달 살다가, 아버지 태조 이성계로부터 동북면 고원 땅 전사(田舍)를 하사받은 후에는 고향인 동북면 함흥으로 다시 옮겨 간 후 1년 여 만에 사망하였다.
조선 태조 1년(1392년)에 여러 왕자를 군으로 봉할 때 진안군(鎭安君)에 책봉되었으며, 1년 후인 태조 2년(1393년) 음력 12월 13일 향년 40세를 일기로 사망하였다. 《조선왕조실록》의 졸기에는 술병으로 인해 사망하였다고 기록되어 있다. 사후 정종 (조선) 2년(1400년)에 진안대군(鎭安大君)으로 진봉되었고, 조선 태종 18년(1418년)에 진한 정효공(辰韓 定孝公)에 추증되었다.

## 장남인 진안대군이 2대왕이 되지 못한 이유
왕자의 난(1차)때 태조의 5번째 아들 태종(이방원)이 세자로 선택된 이복형제 방석을 죽인 후 서자가 아닌 본처에게서 낳은 아들이 후사가 되어야 한다고 하였다.
그리하여 태조의 2번째 아들인 정종(이방과)가 즉위하게 된다. 왜 장남인 진안대군(이방우)가 왕이 되지않았냐고 의문을 제기할 수 있는데, 그 이유는 원래 진안대군은 아버지와 달리 고려에 대한 충성심으로 위화도회군을 반대했고 고려가 망하고 태조 이성계가 왕이되자 약 1년 간 술만 먹고 슬퍼하다가 조선이 건국된지 얼마되지 않아 사망했기 때문이다. 게다가 자신 스스로 조선의 왕이 되기 싫어했다.
위의 이야기(이방우가 고려에 대한 충성심으로 고려가 망하고 1년간 술만 마셨다는 이야기)는 그저 이지란이 서술한 청해백집이라는 야사에 나온 이야기일 뿐이다. 공식 기록인 태조 실록에 의하면 개국 이후 장남으로서 태조의 4대 선조를 제향하는 일을 맡는 등 멀쩡히 활동을 했다.
이성계의 적장자인 이방우가 세자가, 왕이 될 수 없었던 이유는 단지 1차 왕자의 난 이전에 죽었기 때문이다.
이방우는 조선 태조 2년인 1393년 사망했고, 제 1차 왕자의 난은 1398년 발생했다.
동복 동생인 정종이 남긴 묘비문에 의하면 부귀영화에 관심이 없었다라고 쓰여있긴 하나 이 묘비문만을 보고 스스로 왕이 되길 싫어했다고 단정할 수는 없다.

## 기록
태조실록 '진안군 이방우의 졸기'에는 ‘진안군은 성질이 술을 좋아하여 날마다 많이 마시는 것으로써 일을 삼더니, 소주를 마시고 병이 나서 졸하였다.’고 적고 있다.
정조 13년(1789년) 정조가 지은 '진안대군 이방우 묘비문'에는 ‘어려서 태조를 섬길 때 효자로 칭송받았고, 형제 사이에도 우애가 돈독했으며, 점점 자라면서는 시서(詩書)에 마음을 쓰고 검약을 실천하면서 부귀영화 따위에는 마음이 없었다.’고 적고 있다.

## 가족 관계
- 조부: 환조
- 조모: 의혜왕후
  - 부왕: 태조
  - 모후: 신의왕후
    - 동생: 영안대군 이방과 (→조선 정종)
    - 동생: 익안대군 이방의
    - 동생: 회안대군 이방간
    - 동생: 정안대군 이방원 (→조선 태종)
    - 동생: 덕안대군 이방연
    - 동생: 경신공주
    - 동생: 경선공주
- 진안대군
- 정부인: 삼한국대부인 충주 지씨[3]
  - 장남: 봉녕군 이복근(奉寧君 李福根)[4]
  - 장녀: 경혜옹주[5][6][7](→한산군주[8], 영동 현주[9])
  - 첫째사위: 지돈녕부사 한산 이씨 이숙묘
    - 외손자: 이원증[10]
    - 외손자: 이형증[10]
- 첩부인: 해주 왕씨
  - 차남: 순녕군 이덕근
  - 둘째며느리: 정양군 왕우의 딸 개성 왕씨
    - 손녀: 전주 이씨[11]

  - 차녀: 옹주[5]
  - 둘째사위: 첨지돈녕부사 순흥 안씨 안종렴
    - 외손자: 안숙[12]

## 진안대군이 등장하는 작품

### TV 드라마
- 《개국》(KBS, 1983년, 배우:태민영)
- 《추동궁 마마》 (MBC, 1983년, 배우:전인택)
- 《용의 눈물》(KBS, 1996년~1998년, 배우:임정하)
- 《대풍수》(SBS, 2012년~2013년, 배우:정찬후)
- 《정도전》(KBS, 2014년, 배우:강인기)
- 《육룡이 나르샤》(SBS, 2015년, 배우:이승효)
- 《태종 이방원》 (KBS, 2021년~2022년 배우:엄효섭)